# A Paksi FC nemzetközi kupamérkőzései
A Paksi FC nemzetközi kupamérkőzései során egy európai kupasorozatban szerepelt. 2011-ben az Európa-liga selejtezőkörébe kvalifikálta magát a csapat. Történetük első nemzetközi kupamérkőzését 2011. június 30-án játszották.

## Eredmények

### 2011–12-es Európa-liga
2011-ben a Paksi FC a második helyen zárta a Monicomp Liga küzdelmeit. Öt ponttal maradt le a története során először bajnok Videoton mögött és hat ponttal előzte meg a bronzérmes Ferencvárost. Ezzel az eredménnyel kvalifikálta magát a csapat, az Európa-liga 1. selejtezőkörébe. Az EL első két selejtezőkörének sorsolását június 20-án tartották, Nyonban. A Paks az andorrai UE Santa Colomát kapta ellenfeléül. A magyar csapat a sorozatban a hazai mérkőzéseit a székesfehérvári Sóstói Stadionban játszotta, mert a stadionjuk, a Fehérvári úti stadion nem felelt meg az UEFA előírásainak.
Az első mérkőzést a Paks nyerte a párharcból. Idegenben tudtak 1–0-ra győzni, Vayer Gábor góljával. A visszavágón nagyobb különbség mutatkozott a két csapat között. A paksiak már a 11. percben vezetést szereztek Magasföldi József góljával. A félidőben 1–0 volt az állás, azonban a második félidőben további három magyar találat született, így alakult ki a 4–0-s végeredmény. A Paks 5–0-s összesítéssel jutott tovább a következő körbe.
A 2. selejtezőkörben a norvég Tromsø IL volt a csapat ellenfele. Az első mérkőzést Magyarországon játszották le a felek, a végeredmény 1–1 lett. A visszavágón, 0–0-s félidő után a paksiak magabiztos, 3–0-s győzelmet arattak, ezzel pedig összesítésben, 4–1-gyel ejtették ki a norvég csapatot.
A 3. selejtezőkörben, a skót Hearts volt az ellenfelük. A párharc első találkozóján 1–1-s döntetlen született. A paksiak gólját a 32. percben Sipeki István szerezte, a skót csapat 11-esből egyenlített, az első játékrész végén. A visszavágóra augusztus 4-én került sor. A skótok az első félidőben 2–0-ra vezettek, a második negyvenöt percben pedig megduplázták előnyüket. 4–0-s hazai vezetésnél csupán a szépítésre futotta a paksiak erejéből. A 89. percben Böde Dániel talált be, az 5–2-vel továbbjutó Hearts kapujába.
1. selejtezőkör
| 2011. június 30. 19:00 |

| UE Santa Coloma | 0 – 1               | Paksi FC                       |
| --------------- | ------------------- | ------------------------------ |
|                 | (0 – 1) Jegyzőkönyv | Vayer 14' Hrepka 69' Fiola 71' |

| Estadi Comunal, Andorra la Vella Nézőszám: 650 Játékvezető: Szuren Balijan (örmény) |

| 2011. július 7. 20:00 |

| Paksi FC                                         | 4 – 0               | UE Santa Coloma                                     |
| ------------------------------------------------ | ------------------- | --------------------------------------------------- |
| Magasföldi 11' 49' Böde 77' Heffler 81' Éger 89' | (1 – 0) Jegyzőkönyv | Do Nascimiento 1' Sirvan 37' Roca 41' Rodríguez 43' |

| Sóstói Stadion, Székesfehérvár Nézőszám: 2 000 Játékvezető: Jovan Kaluđerović (montenegrói) |

2. selejtezőkör
| 2011. július 14. 20:00 |

| Paksi FC      | 1 – 1               | Tromsø IL             |
| ------------- | ------------------- | --------------------- |
| Vayer 57' 79' | (0 – 1) Jegyzőkönyv | Andersen 26' Ciss 69' |

| Sóstói Stadion, Székesfehérvár Nézőszám: 2 000 Játékvezető: João Capela (portugál) |

| 2011. július 21. 19:00 |

| Tromsø IL | 0 – 3               | Paksi FC                                      |
| --------- | ------------------- | --------------------------------------------- |
|           | (0 – 0) Jegyzőkönyv | Kiss 59' 77' Böde 62' 87' Éger 35' Bartha 76' |

| Alfheim Stadion, Tromsø Nézőszám: 4 000 Játékvezető: Yunus Yildirim (török) |

3. selejtezőkör
| 2011. július 28. 20:00 |

| Paksi FC                                      | 1 – 1               | Hearts                            |
| --------------------------------------------- | ------------------- | --------------------------------- |
| Sipeki 32' Böde 45+2' Vayer 71' Montvai 90+4' | (1 – 1) Jegyzőkönyv | Hamill 45+2' (11-esből) Black 82' |

| Sóstói Stadion, Székesfehérvár Nézőszám: 3 000 Játékvezető: Mattias Gestranius (finn) |

| 2011. augusztus 4. 20:45 |

| Hearts                                    | 4 – 1               | Paksi FC                    |
| ----------------------------------------- | ------------------- | --------------------------- |
| Stevenson 34' 45+1' Driver 50' Skácel 75' | (2 – 0) Jegyzőkönyv | Böde 89' Éger 9' Bartha 28' |

| Tynecastle Stadion, Edinburgh Nézőszám: 12 000 Játékvezető: Robert Malek (lengyel) |

## Összesítés
Az alábbi táblázatban szerepelnek a Paksi FC nemzetközi kupamérkőzéseinek összesített statisztikái.
| Kiírások szerint | Kiírások szerint | Kiírások szerint | Kiírások szerint | Kiírások szerint | Kiírások szerint | Kiírások szerint |
| Kiírás           | M                | Gy               | D                | V                | LG–KG            | Gk               |
| ---------------- | ---------------- | ---------------- | ---------------- | ---------------- | ---------------- | ---------------- |
| Európa-liga      | 6                | 3                | 2                | 1                | 11–6             | +5               |
| Összesen         | 6                | 3                | 2                | 1                | 11–6             | +5               |

| Országok szerint | Országok szerint | Országok szerint | Országok szerint | Országok szerint | Országok szerint | Országok szerint |
| Ország           | M                | Gy               | D                | V                | LG–KG            | Gk               |
| ---------------- | ---------------- | ---------------- | ---------------- | ---------------- | ---------------- | ---------------- |
| Andorra          | 2                | 2                | 0                | 0                | 5–0              | +5               |
| Norvégia         | 2                | 1                | 1                | 0                | 4–1              | +3               |
| Skócia           | 2                | 0                | 1                | 1                | 2–5              | –3               |

## Lásd még
- Paksi FC